# Rolling Hills, Kentucky
Rolling Hills är en inkorporerad ort i Jefferson County i Kentucky. Vid 2020 års folkräkning hade Rolling Hills 934 invånare.